# Саур-Могила
Сау́р-Моги́ла (укр. Саву́р-моги́ла) — курган в Горловском районе, Донецкой области, Украина. Одна из высот Донецкого кряжа (277,9 м). На вершине кургана находились сторожевой казацкий пост, укрепления Миус-фронта. После Великой Отечественной войны на Саур-Могиле был создан мемориальный комплекс. Курган входит в состав регионального ландшафтного парка «Донецкий кряж».
В ходе боев в августе 2014 года во время войны в Донбассе мемориальный комплекс был разрушен постоянными обстрелами. После этого его территория попала под контроль самопровозглашённой ДНР.
В 2022 году мемориальный комплекс был восстановлен и расширен силами Российского военно-исторического общества (РВИО) и Министерства обороны РФ, открытие состоялось 8 сентября 2022 года.

## Физико-географическая характеристика
Саур-Могила — одна из высочайших точек Донецкой области. Географические координаты: 47°55′22,75″ северной широты, 38°44′25,94″ восточной долготы. Высота кургана — 277,9 метров над уровнем моря.
Курган представляет собой останки одного из размытых отрогов Донецкого кряжа. Курган большей частью состоит из песчаника, также попадаются друзы горного хрусталя. Верхняя часть кургана была насыпана во втором тысячелетии до нашей эры племенами срубной культуры. Насыпная часть имеет высоту 4 метра и диаметр 32 метра.
Саур-Могила видна на расстоянии 30—40 километров из-за того, что окружающая местность относительно ровная. С вершины кургана видна степь, Амвросиевский цементный завод и терриконы шахт. В хорошую погоду с вершины кургана можно увидеть Азовское море, находящееся за 90 километров к югу.
Высота расположена в бассейне рек Крынка и Миус. Около кургана много балок и небольших речек из бассейна реки Миус.
Курган входит в состав регионального ландшафтного парка «Донецкий кряж».

## Этимология
Топоним «саур» в русском языке и «савур», «савор» в украинском языке по одной версии происходит от тюркского слова «сауыр», который дословно переводится как «степная высота с округлой вершиной в виде конского крупа». По другой версии, название происходит от названия племени сарматов — савроматов.
В иранских языках имеется схожий корень с значением «бык» — ср. Саурская революция, где тадж. Савр и тат. Сыер — бык, телец, каз. Сәуір — апрель.
В греческом слово «саура» (σαύρα) означает «ящерица».
Народная этимология связывает название с именем человека Саура. По одним легендам это казак, по другим — народный мститель.
Слово «могила» в древнерусском языке имело значение «холм», «курган».

## Археологические исследования
В первом номере журнала «Русский вестник» за 1856 год вышла статья П. Леонтьева про раскопки кургана в Екатеринославской губернии. В нём речь шла про Луговую могилу. Тарас Григорьевич Шевченко прочитал эту статью и ошибочно подумал, что речь идёт о Саур-Могиле. В связи с чем в его дневнике в 1857 году появилась следующая запись: 
Я развертываю книгу, и мне попалась литературная летопись. Читаю, и что же я читаю? Наша славная-преславная Савор-Могила раскопана. Нашли в ней какие-то золотые и другие мелочи, не говорящие даже, действительно ли это была могила одного из скифских царей.
Я люблю археологию. Я уважаю людей, посвятивших себя этой таинственной матери истории. Я вполне сознаю пользу этих раскапываний. Но лучше бы не раскапывали нашей славной Савор-Могилы. Странная и даже глупая привязанность к безмолвным, ничего не говорящим курганам. Во весь день и вечер я все пел:

У степу могила
З вітром говорила.
Повій, вітре буйнесенький,
Щоб я не чорніла.
Впервые же курган был описан в 1864 году русским археологом Иваном Егоровичем Забелиным. В его описании диаметр кургана составляет 150 метров, высота — 6 метров.
Верхняя часть кургана была насыпана во втором тысячелетии до нашей эры племенами срубной культуры. Под насыпной частью находилось захоронение срубной культуры в каменном ящике. Это захоронение в 1960-х годах изучал Т. О. Шаповалов. Во время строительства мемориального комплекса захоронение было частично повреждено. Из-за этого стало невозможно проводить дальнейшие археологические исследования и ответить на вопрос, состояло ли это захоронение только из погребальной камеры, или была найдена только входная камера более сложного сооружения.
Также существовали легенды о разбойничьем кладе на Саур-Могиле. В 1932 году В. М. Евсеевым было записано про многочисленные ямы «чёрных» копателей, которые искали клад на Саур-Могиле.

## Саур-Могила в годы Великой Отечественной войны
С 1941 по 1943 год Донбасс был оккупирован немецкими войсками. В течение двух лет в окрестностях Саур-Могилы велось строительство оборонительных сооружений первой линии Миус-фронта. Саур-Могила — господствующая высота, имевшая важное тактическое значение. На оперативных штабных картах она была обозначена, как высота с отметкой 277,9 метра. На вершине располагался наблюдательный пункт 6-й армии вермахта (группа Холлидт).
Участник боев Г. С. Померанц описывал их таким образом:
С чувством силы, созданным пропагандой, наша дивизия прорвала фронт, захватила деревню Степановка и удержала бы ворота прорыва, если бы не тупое упорство атак на никому не нужную Саур-Могилу. Немцы Саур-Могилу защищали, им это было удобно и выгодно (обратные скаты высоты 277, 3 были изрезаны балочками, заросшими кустарником. Там очень скрытно располагались минометные батареи. А с востока — голый склон, несколько километров подъема и твердая земля, не поддававшаяся лопаткам). Но зачем мы так настойчиво перли на эту условную цель?
Когда внезапность была потеряна, когда немцы подтянули к прорыву всю свою авиацию и создали превосходную систему минометного огня, вся 2-я гвардейская армия, брошенная на развитие успеха, ничего не могла поделать. Чем больше пехоты подымалось под шквальным минометным огнем и бомбежкой, тем больше ее гибло. (…)_ Видимо, командование фронта просто не решалось изменить план операции, утвержденный Ставкой, и ударить не туда, где нас уже ждали, а иначе — на юг или на север… Потери были страшные. Бесплодные атаки измотали солдат не только физически: от бессмысленных потерь падает дух.

### 1943: 17 июля — 1 августа
17 июля советские войска внезапной атакой трёх гвардейских мехкорпусов (с севера на юг: 1-й, 4-й и 2-й г. м. к.) при поддержке 31-го гвардейского стрелкового корпуса прорвали фронт на глубину до 10 км и заняли плацдарм на западном берегу реки Миуса в районе сёл Степановка и Мариновка. В состав занятого плацдарма входила и высота 277,9 («Саур-могила»).
Для ликвидации угрозы немецкое командование срочно перебросило танковые части с других участков южного направления. В частности, из-под Харькова были переброшены в район Степановки танковые дивизии СС «Райх» и «Мёртвая голова».
Немецкие контратаки начались 29 июля. На Степановку наступала дивизия «Мёртвая голова». Советские войска создали в окрестностях села мощный оборонительный рубеж, оснащенный большим количеством противотанковых орудий 76,2 мм, минными полями и проволочными заграждениями. Упорные бои продолжались 30 и 31 июля. Части СС несли тяжёлые потери, но продолжали атаковать. За ходом боев у Степановки внимательно следил сам командующий южным флангом Восточного фронта фельдмаршал Э. фон Манштейн. 31 июля Манштейн прибыл в штаб командующего 6-й армией Холлидта и приказал прекратить атаки, поскольку танковые части СС остро требовались на других участках фронта. Однако командир танкового корпуса СС П. Хауссер настоял на завершении начатого. Штурм высоты начался 1 августа в 04:00. После артподготовки с применением реактивных миномётов и под прикрытием дымовой завесы на высоту устремились гренадеры СС (пехота войск СС). Последовал многочасовой рукопашный бой, в результате которого к 16:00 советская пехота была вытеснена с вершины. Однако уже через несколько минут началась советская контратака силами нескольких стрелковых полков. Лишь удар пикировщиков «Ju 87 Штука» и пулемётный огонь нескольких подоспевших немецких танков помешал советским воинам вновь занять высоту.
Упорные бои с участием крупных танковых и моторизованных сил с обеих сторон шли и на других участках плацдарма. В результате к 1 августа противнику удалось ликвидировать прорыв и вновь выйти на рубеж реки Миус в районе сёл Куйбышево — Дмитровка. На несколько недель на Миус-фронте наступило затишье

### 18 — 31 августа
Повторный штурм Саур-Могилы советскими войсками был начат 18 августа 1943 года в 06:00 по московскому времени. В штурме участвовали части 96-й гвардейской Иловайской стрелковой дивизии, которой командовал гвардии полковник Семён Самуилович Левин.
Штурму предшествовала двадцатиминутная артподготовка с использованием всей дивизионной артиллерии и залпы дивизиона «катюш». Также была использована воздушная поддержка «Илов».
295-й стрелковый полк под командованием героя Советского Союза Андрея Максимовича Волошина наступал по западным скатам кургана. 293-й полк под командованием подполковника Свиридова наступал по юго-восточным скатам кургана. 291-й стрелковый полк наступал по южным скатам кургана. Правый фланг наступления был прикрыт частями 34-й гвардейской стрелковой дивизии. Левый фланг наступления был прикрыт частями 127-й дивизии полковника Крымова.
295-й стрелковый полк занял высоту 183,0, чем нарушил оборону противника.
29 августа после артналёта советские войска почти захватили вершину, но контратака немцев в направлении хутора Саурмогильский (теперь село Сауровка) с участием огнемётных танков и САУ оттеснила наступавших.
В ночь с 29 на 30 августа дивизионная разведка под командованием младшего лейтенанта Григория Шевченко с третьей попытки обошла заслоны неприятеля и установила на вершине красный флаг. В вылазке участвовало всего 17 человек: младший лейтенант Григорий Шевченко; старшина Иван Веремеев; старшина Сергей Кораблёв; рядовые И. Дудка, Г. Бондаренко, Н. Иванов, И. Алёшин, А. Гаин, С. Селиванов, Н. Симаков, К. Калиничев, Н. Черепов, И. Гавриляшев, К. Петряков, В. Лобков, Меркулов, В. Кобзев. Немцы 12 раз атаковали отряд на вершине. Отряд удерживал свои позиции в течение суток, дав возможность перегруппироваться нападающим. Чтобы не попасть под артобстрел, бойцы сделали из окровавленной рубашки лейтенанта Шевченко флаг и обозначили своё присутствие. После смерти лейтенанта Шевченко отрядом командовал Кораблёв. К первой группе пробилась вторая под командованием полковника Алексея Сошальского. Лейтенант Шевченко посмертно был награждён орденом Красного знамени.
Высота была взята утром 31 августа.
За отличие в бою при взятии Саур-Могилы Семён Самуилович Левин был награждён орденом Красного Знамени.
В своих послевоенных мемуарах командир 96-й Иловайской стрелковой дивизии полковник Левин и его начальник штаба умолчали об участии в штурме непосредственно высоты их «соседа», 271-й стрелковой дивизии под командованием полковника Ивана Павловича Говорова, и приукрасили «окончание» операции по овладению Саур-Могилой.
В реальности, 31 августа немецкая группа войск западнее Таганрога, 29-й АК, прорвался вдоль побережья Азовского моря на запад через боевые порядки советского 4-го кавалерийского корпуса, а командующий группой «Юг» Эрих фон Манштейн к вечеру наконец получил разрешение Гитлера на отвод из Донбасса группы войск, над которой к этому времени нависла угроза расчленения и окружения, а в резервах ему было отказано. В этом случае выдвинутый далеко на восток «язык» левого края 6-й армии, опирающийся флангом на позицию у Саур-могилы, удерживать, в расчёте на контрудар на юг с целью отсечения глубоко прорвавшихся войск Южного фронта, становилось бессмысленно. Тактическое значение этого опорного пункта для немцев было утеряно, создалась угроза окружения, советские войска выходили за спиной 6-й армии к Красноармейску, всё отчётливей для немецкого командования замаячил призрак нового, «донецкого», «Сталинграда» — и в ночь с 31 августа на 1 сентября высота была оставлена; отход был обнаружен разведкой через несколько часов, под утро, перед началом очередного штурма. Преследование немецких заслонов было представлено в донесении командира 96-й стрелковой дивизии как взятие высоты и выполнение поставленной командованием боевой задачи (в донесении командира 271-й стрелковой дивизии «дипломатично» указано о «выходе на плато высоты 278, Саур-Могилы»). Далее командиром 271-й дивизии было организовано преследование отступающего противника, вплоть до создания подвижных групп на автотранспорте артполка дивизии, по воспоминаниям ветеранов дивизии и, в частности, начштаба 3-го батальона 865-го стрелкового полка капитана Розмарицы Романа Федотовича).
В опубликованном рассказе командира 96-й сд Левина конца 1960-х годов роль «соседей», в частности 271-й дивизии, в трёхдневных штурмах существенно преуменьшена. Она, как и её «сосед», непосредственно все эти дни штурмовала юго-западный склон высоты, последовательно введя в бой оба стрелковых полка, и потеряв до половины личного состава (от боевого состава на момент начала атак). Кроме того, именно 3-й батальон 271-й дивизии вышел первым на рубеж атаки после взятия Григорьевки (Калиновки, по старым картам) и попытался «с ходу» взять «проклятый пупырь» 28 августа, но натолкнувшись на плотный пулемётно-миномётный огонь, откатился к балкам и стал окапываться. Местность для наступления была крайне неблагоприятна, так как лощины и балки перед цепью высот были открыты в сторону противника, и защищали от его огня слабо. Вышедшая к отрогам высот 127-я сд 28 августа командующим 5-й ударной армии была смещена влево, а её место заняли более «свежие» на тот момент полки 271-й сд.
Одно из самых страшных впечатлений штурмов тех дней у бойцов — как они ползли по скатам вверх, к дзотам — а немцы выбрасывали из амбразур гранаты. Вид катящейся сверху навстречу, подпрыгивающей гранаты, ожидание, когда она разорвётся — у твоей ли головы, на спине ли, или на соседе — остался кошмаром у многих выживших участников тех боёв… Для защиты от пуль и осколков залёгшие на склонах бойцы использовали тела своих убитых товарищей… «Кто хоть однажды видел это — тот не забудет никогда…»
Из фотокопии записной книжки командующего 5-й ударной армии, хранящейся в музее г. Амвросиевка, видно, как в течение 28-31 августа командование тасовало подразделения разных полков и дивизий в ходе практически беспрерывных атак высоты 278.
В 1967 году (по другим данным, 1968) при встрече однополчан на открытии мемориала начальники штабов трёх полков 96-й и 271-й дивизий, принимавших участие в тех боях за высоту, искренне недоумевали, рассматривая крутой южный скат, «какой идиот послал нас туда, и зачем — ну чего ж в лоб-то, а не обойти…» (вспоминает участник боёв за высоту комсорг 3-го батальона 271-й сд, на второй день штурма временно принявший командование 8-й стрелковой ротой из-за больших потерь в полку в тот день в офицерском составе (к середине дня 29-го рота насчитывала около 30 % списочного состава), старший сержант С. Т. Ашихмин, дошедший до Победы и ныне живущий в г. Амвросиевка).
По воспоминаниям ветеранов 271-й сд, после неудачного непрерывного штурма 29 августа, ночью в тыл противнику, сделав крюк в 2 км через позиции соседа справа, ушла разведгруппа 96-й сд младшего лейтенанта Шевченко, перед высотой встретившись с полковой разведгруппой старшины Кораблёва. По мнению ветеранов, группам могла быть поставлена боевая задача в качестве штурмовых групп атаковать дзоты на высоте с тыла. Объединившись под командой Шевченко, бойцы вышли с тыла в район северо-восточного ската, к самой вершине, но с наступлением рассвета были замечены, приняли бой, смогли вывести из строя лишь крайние дзоты в полосе 96-й сд и заняли круговую оборону, вывесив сигналом для своих товарищей под высотой окровавленную сорочку раненого командира, так как в 6 утра, как им было известно, должна была начаться артподготовка для нового штурма. Артподготовка, с возможной коррекцией, всё же была проведена и батальон 96-й стрелковой дивизии, возглавленный замкомдивизии полковником Сошальским, пробился по юго-восточным скатам к своим бойцам, однако развить успех не удалось. Немцы использовали авиацию, уверенно работавшую по высоте (дзоты, в которых засели их пулемётчики, были в несколько накатов и выдерживали прямое попадание 250-кг авиабомб и снарядов калибра дивизионной артиллерии), САУ и огнемётные танки. К середине дня 31 августа из-за больших потерь (погибли, в частности, и дважды раненый Шевченко, и Сошальский, и майор Филатов, капитан Иванов) высоту пришлось оставить.
Вечером 31 августа, с наступлением темноты, подразделения 271-й сд начали выдвижение к скатам высоты для предутреннего нового штурма, но около полуночи со стороны противника внезапно начался шквальный артиллерийско-миномётный огонь, не менее часа. Войска 271-й, выдвинутой к высоте слева 127-й и 96-й сд приготовились к отражению мощного контрудара противника, однако через пару часов ожидания и разведки выяснилось, что это был заградительный огонь для обеспечения отхода немецких войск с рубежа. К рассвету заслоны немцев на высоте и за ней были сбиты, и организовано преследование противника, 127-й сд на Снежное, на восток, 271-й, нащупавшей «хвост» отходящего противника, — на север, в направлении Чистяково (Торез), 96-й сд на запад, в направлении Иловайска (дивизии прошли высоту «перекрёстно»).
В начале 1970-х годов ошибка в описании штурма, относительно участия в нём бойцов 271-й сд, в материалах музея на Саур-Могиле была исправлена.
О штурме высоты написана песня «Послушай ветры над Саур-Могилой», слова Фёдора Даниловича Серебрянского, музыка Ивана Николаевича Бирюкова:
Послушай ветры над Саур-Могилой,

И ты поймёшь, кто эту землю спас,

Чьё мужество в боях освободило

Врагу не покорившийся Донбасс
Бойцы 5-й ударной армии, участвовавшие в штурме Саур-Могилы, после взятия Берлина написали на стене рейхстага:
Сталинград — Саур-Могила — Варшава — Берлин! Самсин, Павлуха, Стегний
Земля с Саур-Могилы была взята для донецкого памятника медицинским работникам, погибшим в годы Великой Отечественной войны работы Николая Васильевича Ясиненко. У подножия скульптуры была расположена бронзовая плита с надписью:
Здесь заложена земля, обагрённая кровью советских воинов при защите городов-героев и высоты Саур-Могила
Через несколько дней после занятия высоты из близлежащих сёл были мобилизованы местные жительницы. Им были выданы марлевые повязки на лицо, и они три дня собирали трупы павших при атаках 28—31 августа. Тела на жаре уже разлагались. После сбора трупов они были уложены в штабеля и сожжены, останки (кости) захоронены где-то перед высотой, со стороны пропитанного кровью южного склона. Данные на погибших рядового и сержантского состава не устанавливались, место захоронений останков после кремации не было отмечено и ныне неизвестно.

## Мемориальный комплекс на Саур-Могиле

1959 год. Первоначальный вид памятника на кургане.

После Великой Отечественной войны на Саур-Могиле поставили первый памятник. Он представлял собой пирамиду высотой шесть метров. Пирамида была сложена из местного известняка. Наверху пирамиды была установлена красная звезда. Вокруг пирамиды была площадка, окаймлённая корабельной цепью. По углам стояли пушки, оставшиеся после местных боёв. У памятника была надпись, сообщавшая о потере 5-й ударной армией 23 238 солдат и офицеров.
В 1960 году Донецкая организация Союза архитекторов провела открытый конкурс на лучший проект нового памятника. На конкурс поступили проекты от 37 творческих организаций УССР и РСФСР. В Донецке прошла выставка проектов памятника. Победил проект киевского коллектива. Авторы проекта — скульпторы: Ф. А. Коцюбинский, И. С. Горовой, К. А. Кузнецов; архитекторы: М. И. Потипако, А. Ф. Игнащенко, И. Л. Козлингер. Второе место в молодёжном конкурсе проектов памятника заняла работа Александра Шамарина. Комсомольцы Снежно́го, Тореза и Шахтёрска собирали на памятник деньги за счёт воскресников, заработок от которых шёл на строительство памятника.
Открытие памятника состоялось 19 сентября 1967 года. На открытии присутствовало более 300 тысяч человек: ветеранов, представителей общественных организаций, частей Советской Армии.
На вершине кургана был установлен обелиск из железобетона, облицованный гранитом, высотой 36 метров внутри которого находилась комната боевой славы. В экспозиции комнаты боевой славы были выставлены фотокопии газет с публикациями военных лет о Миус-фронте, картосхемы взятия высоты, портреты участников штурма.
У подножия обелиска была создана верхняя смотровая площадка и установлена скульптура советского солдата. Высота скульптуры девять метров. Изготовлена из чугуна. На солдате плащ-палатка, которая развевается на ветру. Правая рука поднята вверх, в ней автомат. Солдат стоит лицом на восток. В 1975 году у ног солдата был зажжён Вечный огонь.
К обелиску вели две аллеи. Одна заложена представителями городов-героев, а вторая пионерами из всех республик СССР и представителями города Краснодона. Дорога к Саур-Могиле комсомольцами из Снежно́го засажена клёнами и тополями.

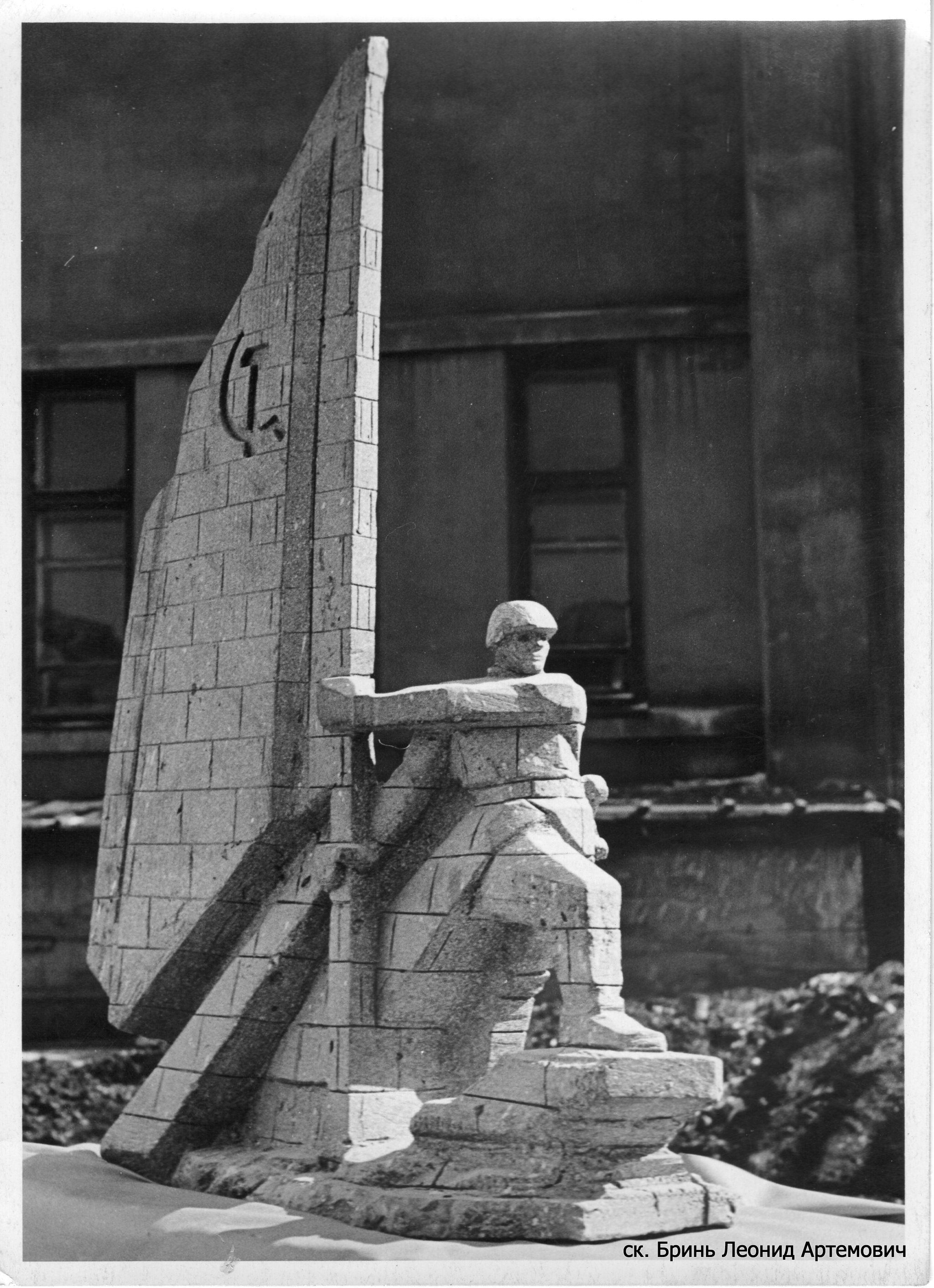
Один из проектов памятника для мемориального комплекса. Скульптор Леонид Артёмович Бринь
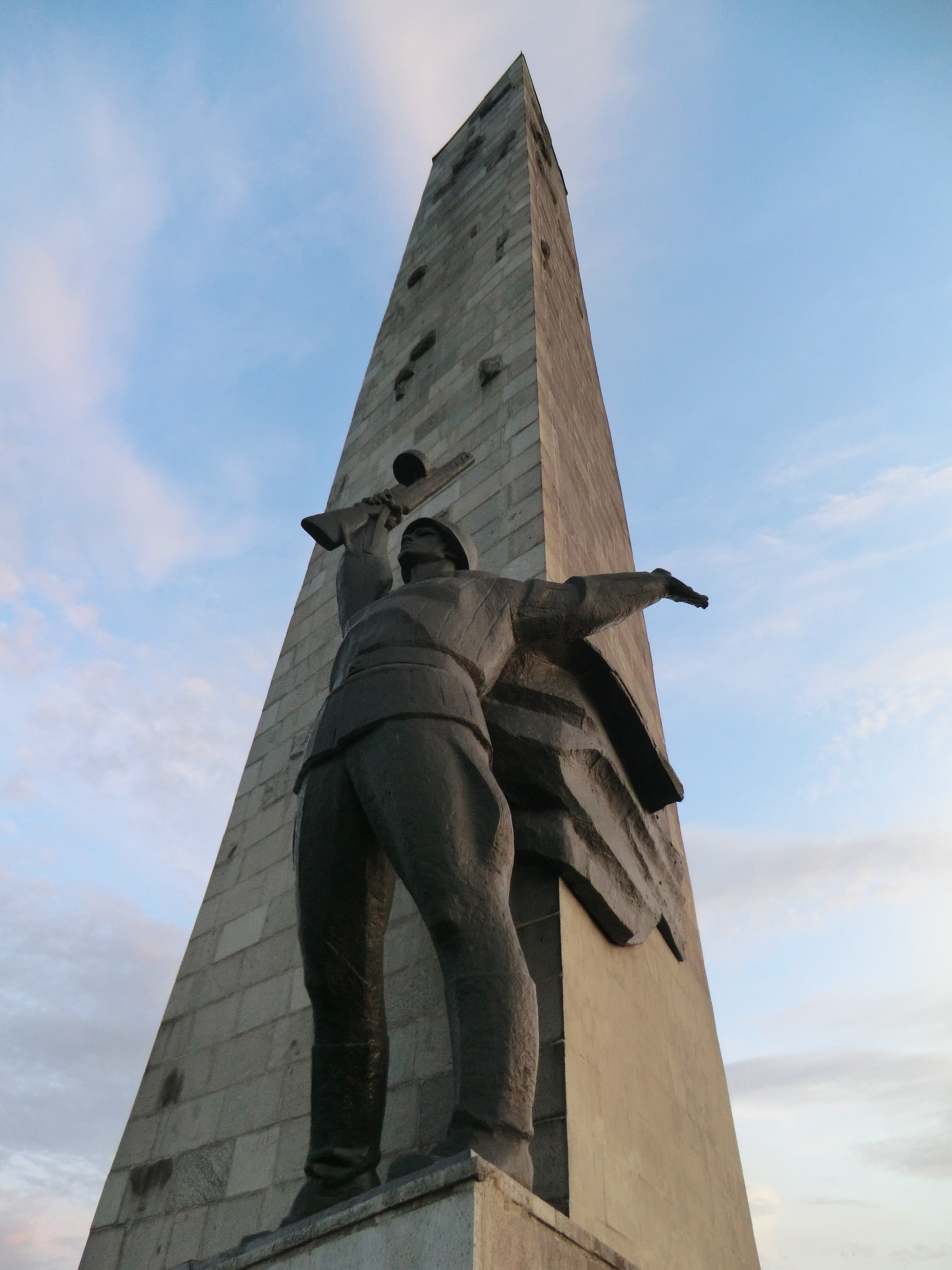
Установленный монумент
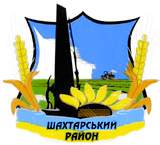
Обелиск с вершины Саур-Могилы изображён на гербе Шахтёрского района Донецкой области
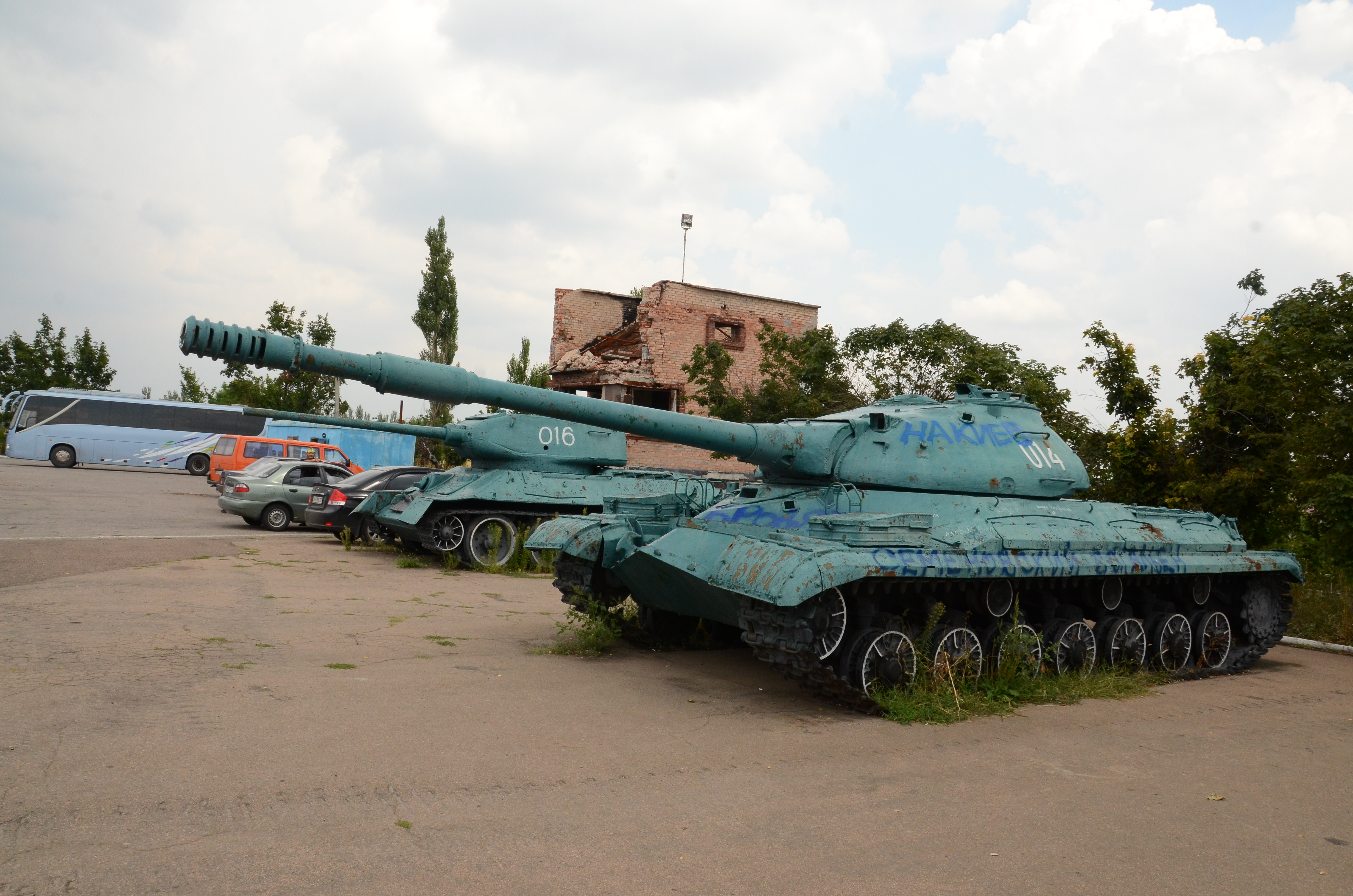
Площадка военной техники у подножия мемориала

С подножия кургана к вершине поднималась широкая лестница. С левой стороны лестницы была расположена большая надпись: «Берегите, берегите, берегите мир!». С правой стороны лестницы находились четыре сюжетных многофигурных батальных пилона. Пилоны горизонтальные. Размеры пилона: 12,5 на 3,5 метра. Каждый пилон посвящён одному роду войск: пехоте, танковым войскам, артиллерии и авиации. На каждом пилоне скульптурные композиции, горельефы и надписи, основанные на реальных событиях. На боках пилонов высечены наименования войсковых частей и соединений, которые принимали участие в освобождении Донбасса.
Первый пилон посвящён пехоте. Центром композиции является сюжет о группе лейтенанта Шевченко. На пилоне изображены раненый командир с поднятой рубашкой, которая заменяет знамя; бегущий автоматчик; раненый старшина, спасающий командира, прикрывая его своим телом; солдат, готовящийся бросить гранату; пожилой гвардеец с ручным пулемётом; морской пехотинец с пистолетом в руке; солдат со станковым пулемётом. Второй пилон посвящён танковым войскам и моторизированной пехоте. Он состоит из трёх композиционных групп. На пилоне изображены воин со связкой гранат, гвардейцы под руководством командира идущие в атаку. Третий пилон посвящён артиллерии. На пилоне изображены миномётчики, зенитчики, девушка-телефонистка, артиллеристы с орудиями. Четвёртый пилон посвящён авиации.

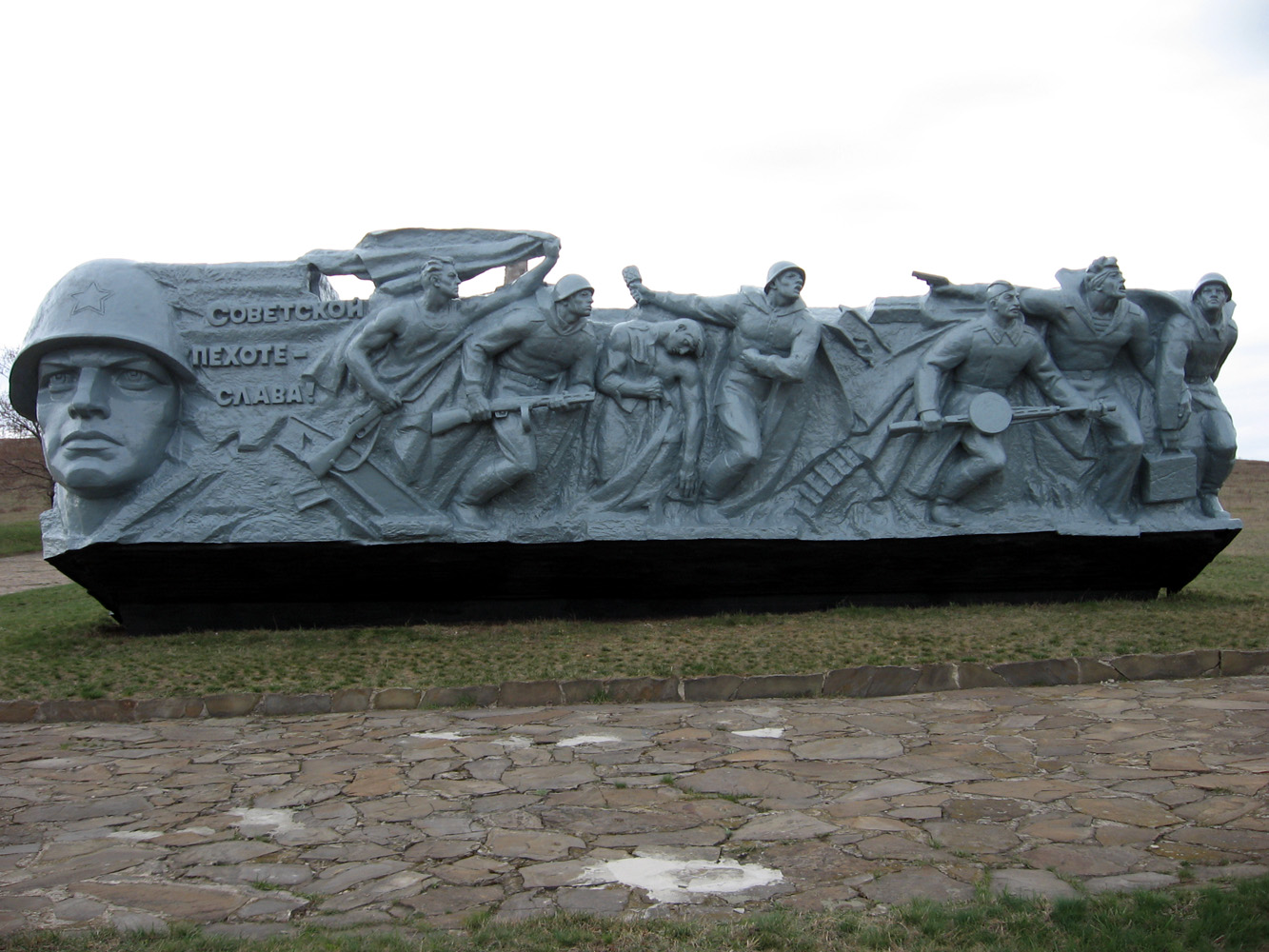
Пилон, посвящённый пехоте
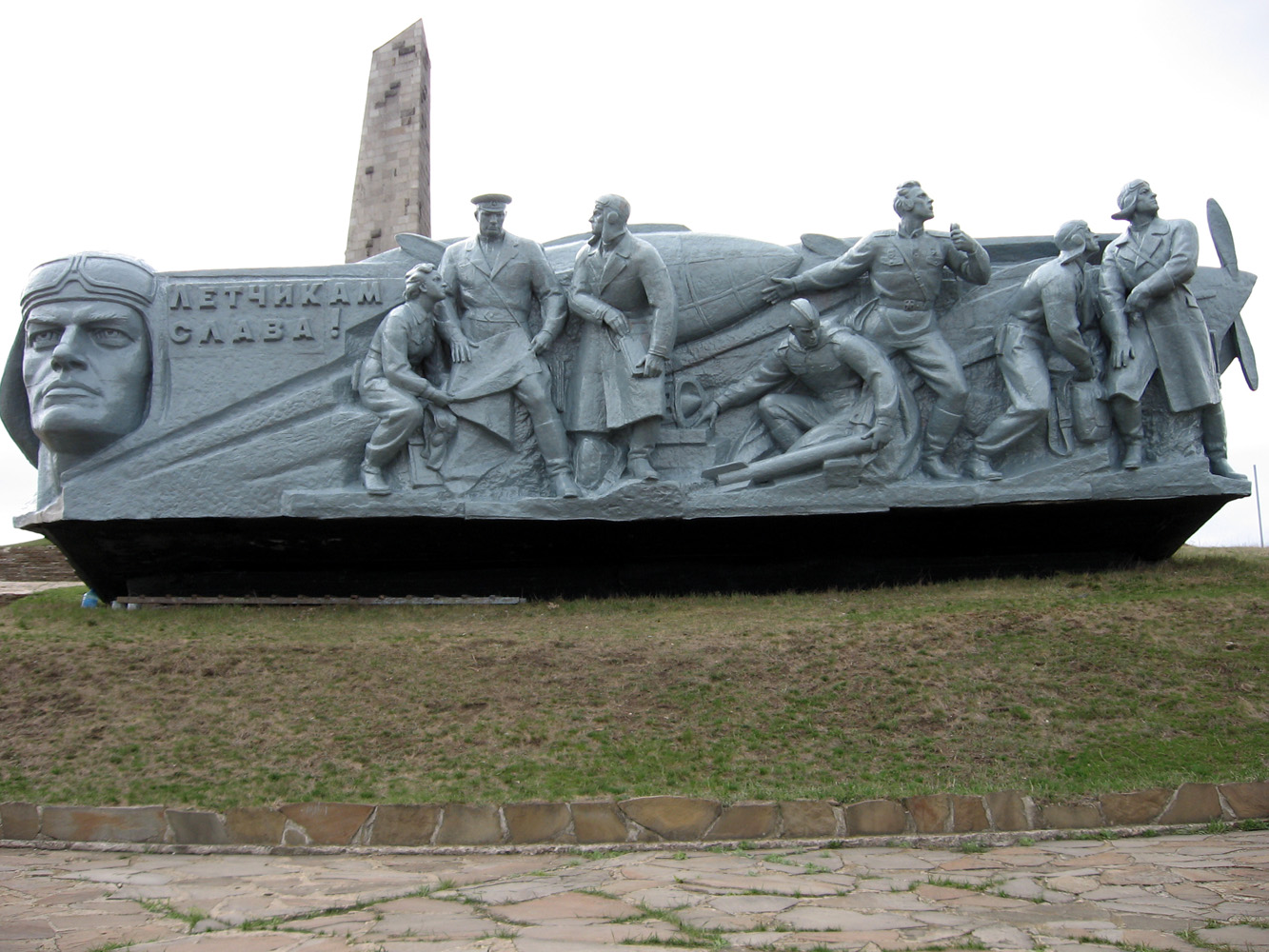
Пилон, посвящённый авиации
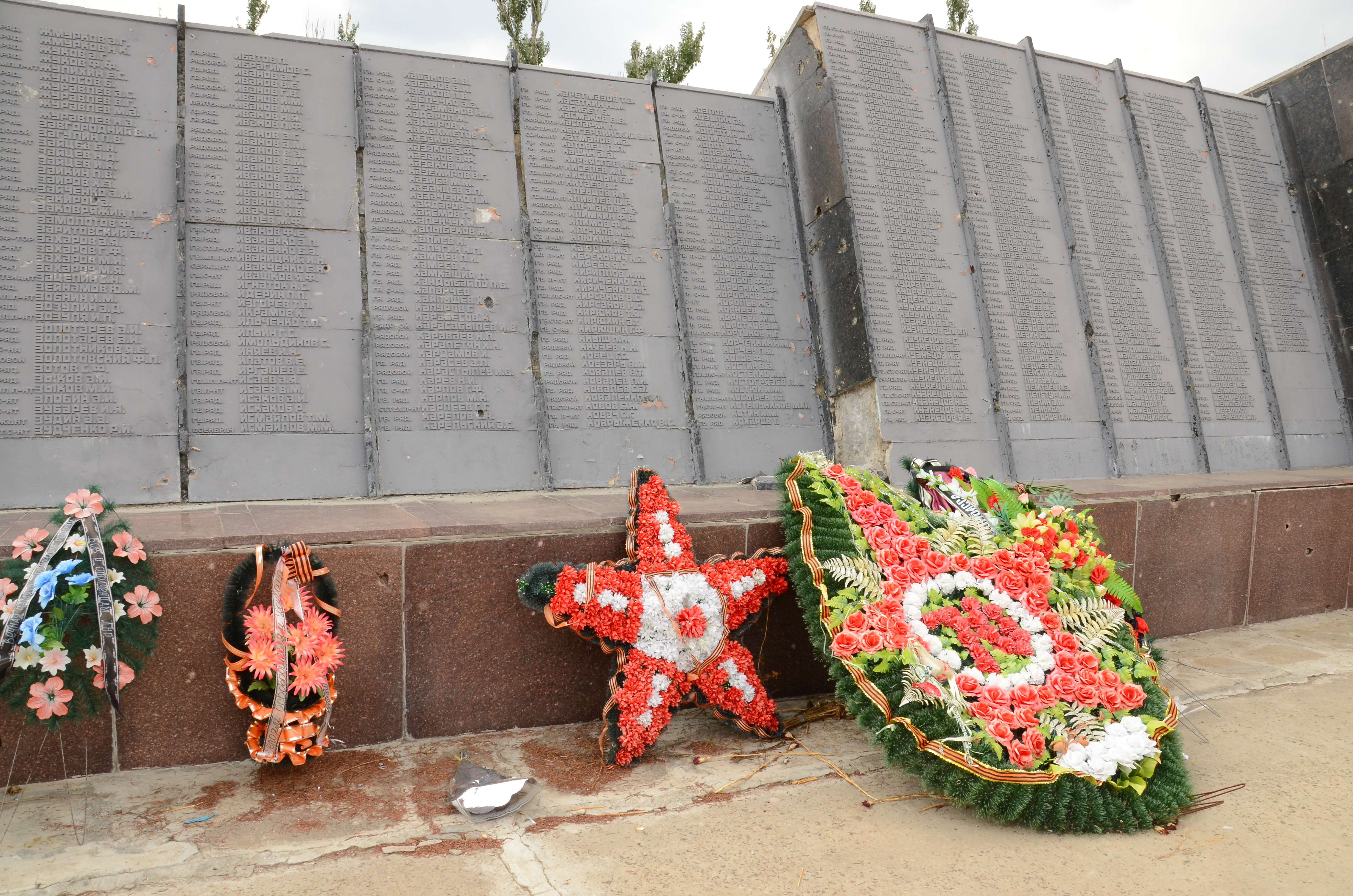
Мемориальные доски с именами погибших бойцов Советской армии
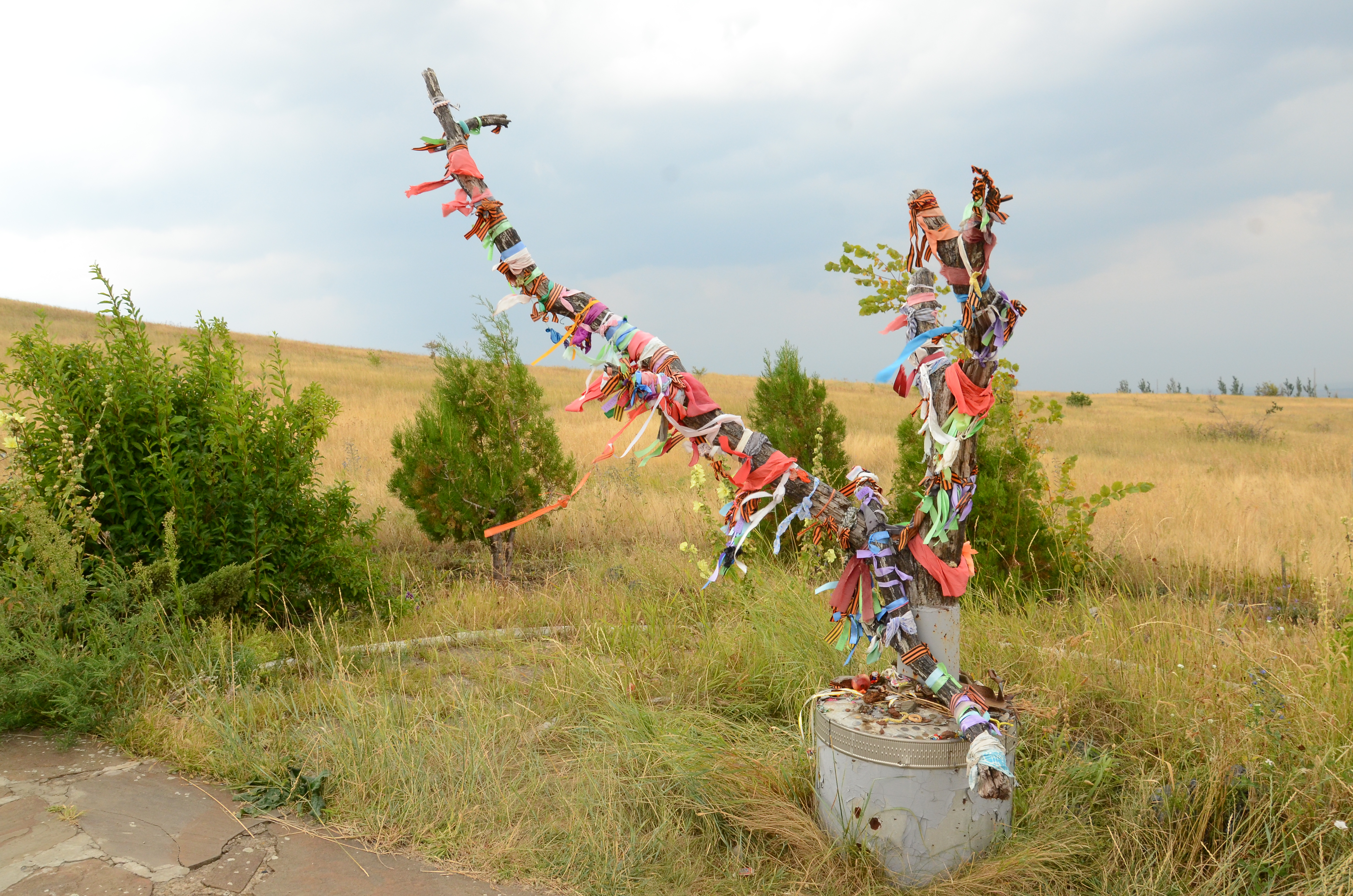
Дерево, пережившее боевые действия во время Великой Отечественной войны

Во время боёв за Саур-Могилу на ней была уничтожена вся растительность. Выжило только одно дерево. Возле него установили чугунную плиту с надписью: 
Это дерево — свидетель неслыханной храбрости и мужества советских воинов, которые дрались за твоё счастье. Так будь же, друг мой, современник, бдителен на земле, которая полита кровью твоих отцов и братьев. Право требовать это они смертью в бою заслужили.
У подножия кургана создана нижняя смотровая площадка. Со смотровой площадки видна вся панорама мемориального комплекса. На смотровой площадке размещены «катюши», артиллерийские орудия, миномёты, танки.
Наверху кургана была вертолётная площадка.
В советское время молодым людям, принимаемым в комсомол, на Саур-Могиле вручали комсомольские билеты. В городах Снежное и Торез есть свадебная традиция — молодожёны после регистрации брака едут на Саур-Могилу и поднимаются к монументу на вершине.
Обелиск и монумент солдата изображены на гербе и флаге Шахтёрского района Донецкой области.
У мемориала на Саур-Могиле массово отмечаются День Победы и День освобождения Донбасса.
Строительство мемориала и дальнейшее массовое его посещение повредило экосистему кургана. Курган раньше был покрыт ковыльной степью, а затем стал зарастать сорняками.

## Бои 2014 года. Разрушение мемориального комплекса
С 12 июня 2014 года в ходе войны в Донбассе всё лето в районе кургана шли бои между силам самопровозглашённой ДНР и подразделениями Вооружённых Сил Украины.
В июле 2014 года на кургане располагался опорный пункт сил ДНР, игравший ключевую роль в событиях вокруг «Изваринского котла», в котором оказалась украинская армия.
28 июля 2014 года начальник Генштаба ВС Украины Виктор Муженко доложил, что ВСУ взяли Саур-Могилу, однако Игорь Стрелков заявил о сохранении контроля над высотой. На 1 августа о контроле над высотой также заявляли обе стороны.

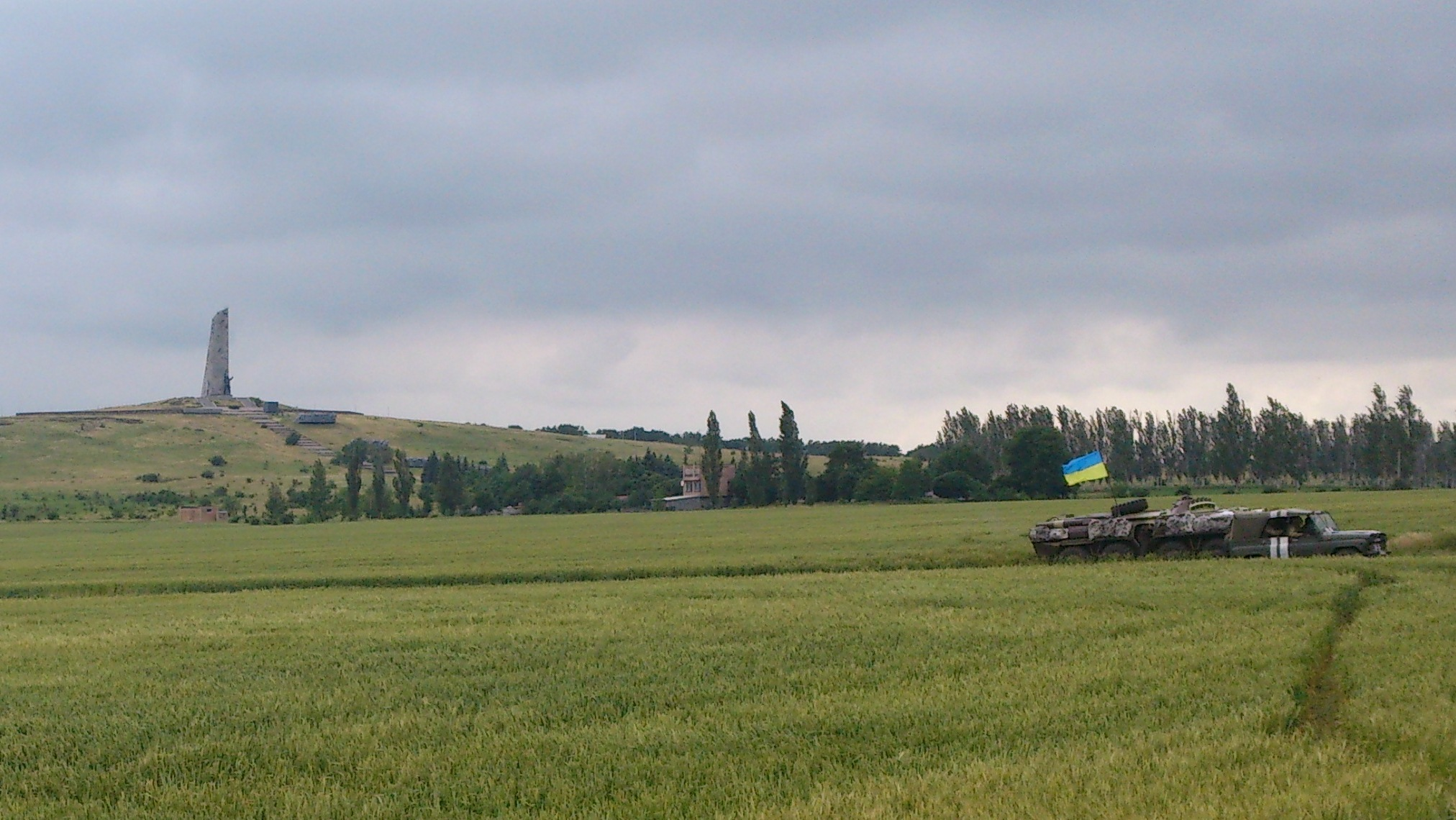
После первого боя под Саур-Могилой. 12 июня 2014 года
- Александр Ходаковский рассказывает о ситуации на Саур-Могиле. 9 августа 2014
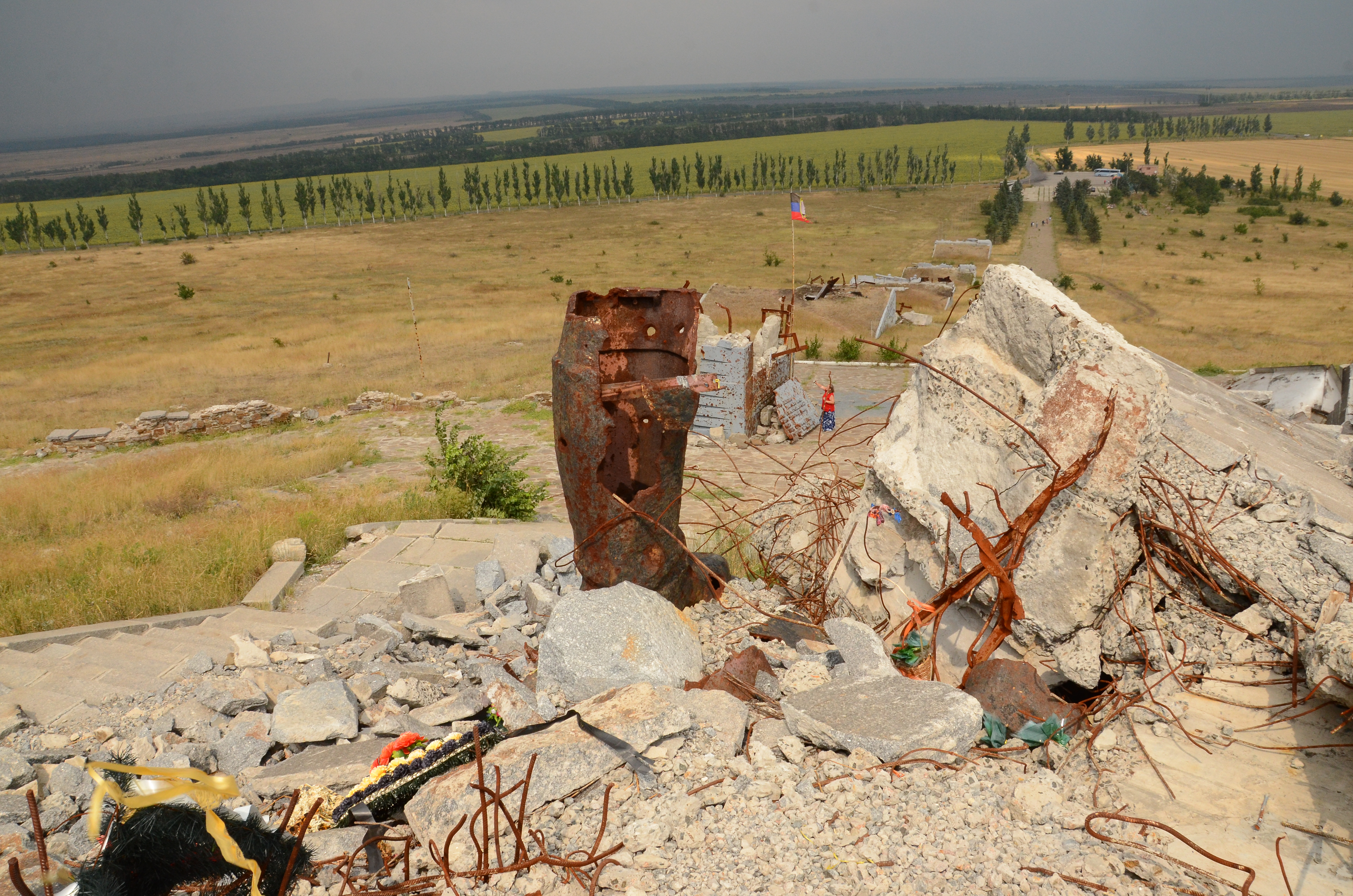
Вид с вершины кургана в направлении Снежного. На переднем плане остатки памятника. 18 августа 2015 года
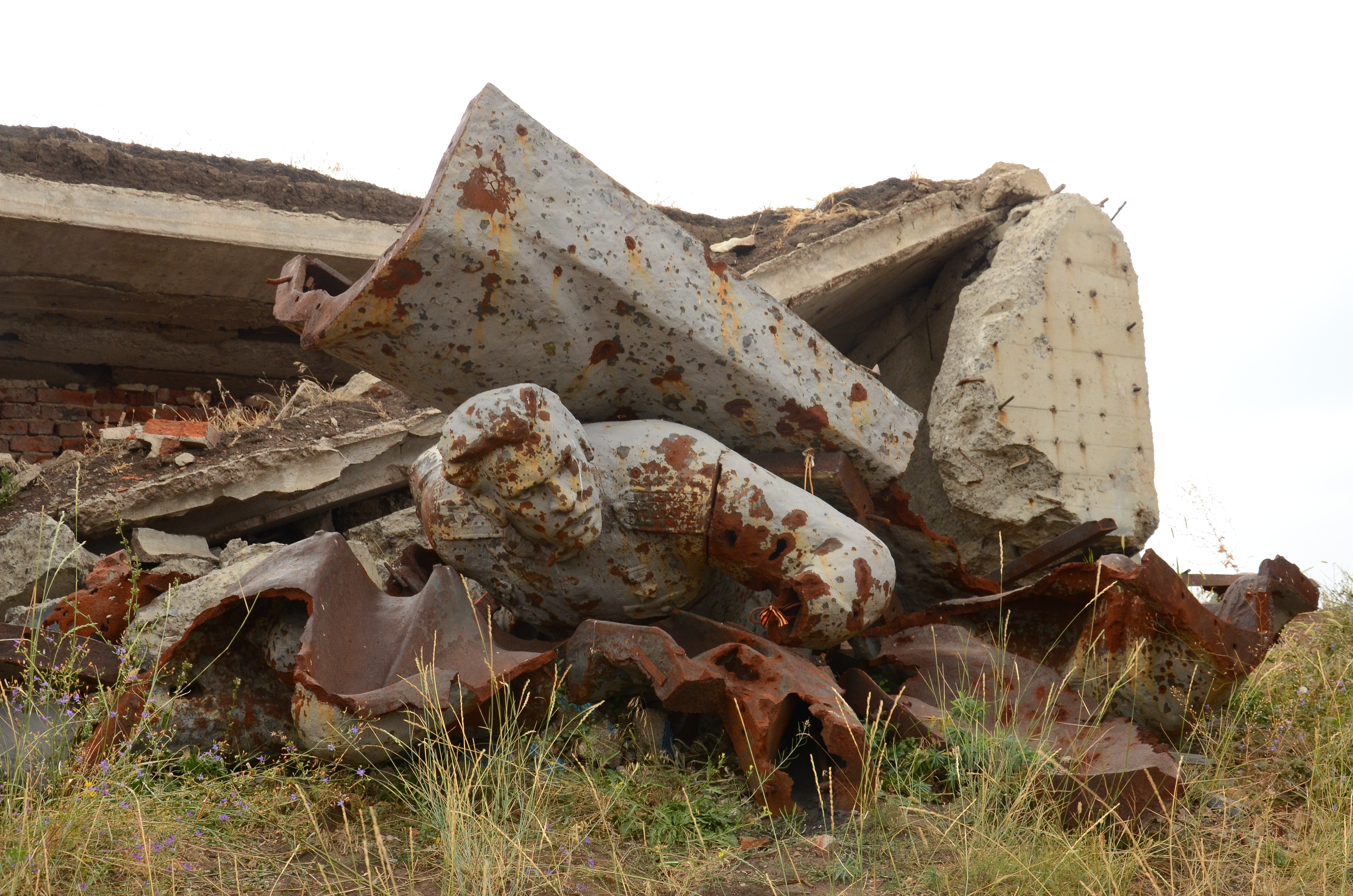
Один из разрушенных пилонов. 18 августа 2015 года
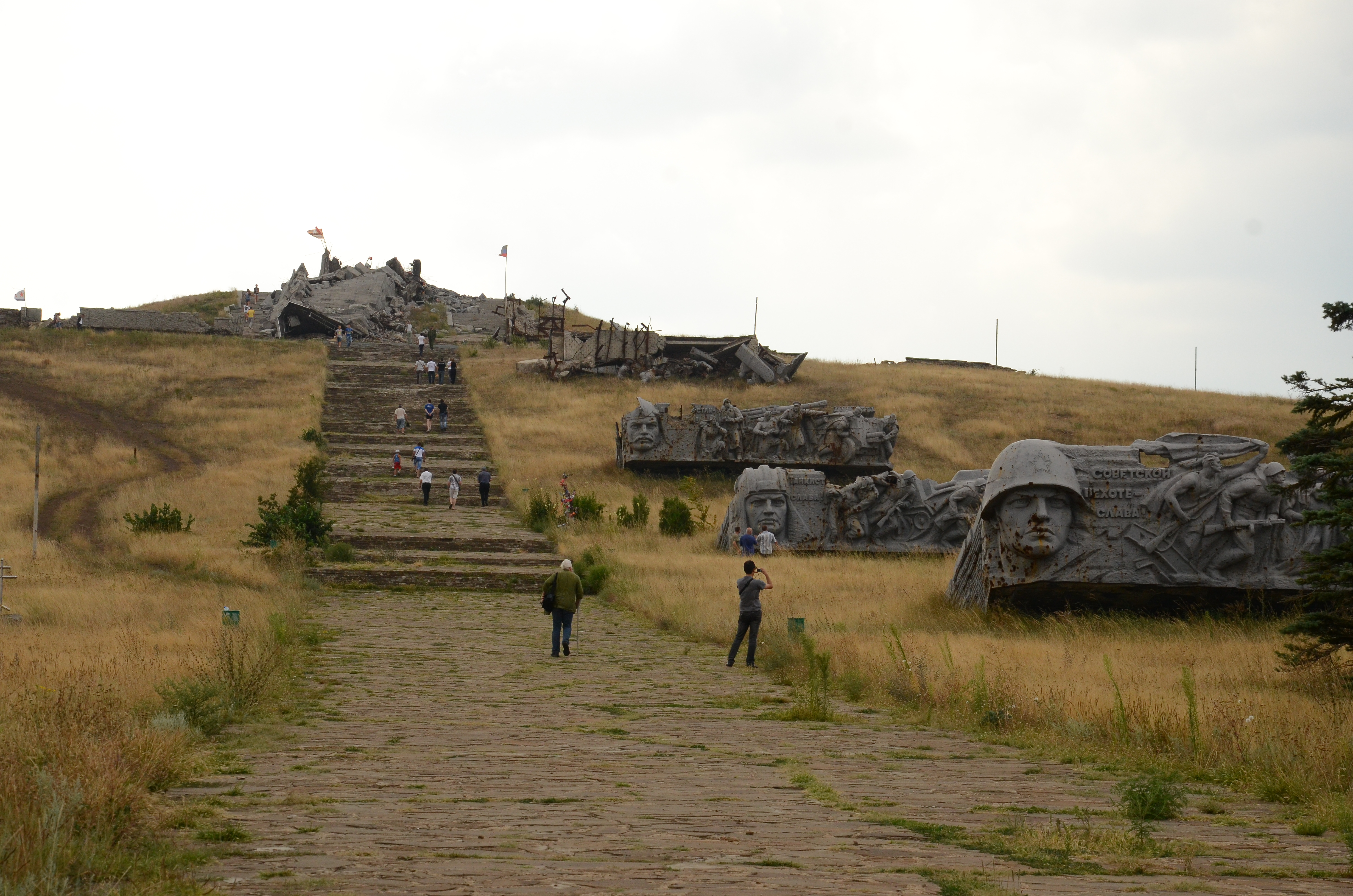
Саур-Могила. 16 августа 2015 года

6 августа командир сводной батальонно-тактической группы 51-й отдельной механизированной бригады Павел Процюк был отстранён от должности и отдан под суд военного трибунала по обвинению в невыполнении приказа по взятию Саур-Могилы.
7 августа совместными усилиями 51-й отдельной механизированной бригады, 25-й десантной бригады, 30-й отдельной механизированной бригады, 8-го отдельного полка спецназа был проведён штурм высоты. В ходе штурма погибло 2-е бойцов 51-й бригады. В период с 7-го по 22-е августа высота удерживалась силами Вооружённых сил Украины (ВСУ). 22-го августа ВСУ вынуждены были оставить высоту, так как именно в этот день началось широкомасштабное наступление, отбросившее ВСУ и замкнувшее Иловайский котёл. Николаевские десантники установили вблизи Саур-Могилы памятник всем погибшим за Украину воинам.
9 августа Александр Ходаковский сообщил, что силы ДНР оставили Саур-Могилу, которая перешла под контроль вооружённых сил Украины.
17 августа в своём микроблоге в Facebook Семен Семенченко отметил, что «В последние дни, несмотря на странные мантры СМИ — „боевики в агонии и уже разбегаются“ — ситуация наоборот осложнилась», поскольку продолжаются «серьёзные бои на Саур-Могиле, (нас) контратакуют».
В ходе боёв летом 2014 года мемориальный комплекс получил значительные повреждения. 10 августа рухнула фигура солдата, её обломки были рассеяны. Сильно пострадали пилоны, барельефы и сам обелиск, получивший ряд сквозных пробоин. 21 августа из-за продолжавшихся обстрелов обелиск обрушился.
26 августа о контроле над Саур-Могилой заявляли обе стороны. Позднее в МВД Украины признали поражение и отступление с Саур-Могилы.

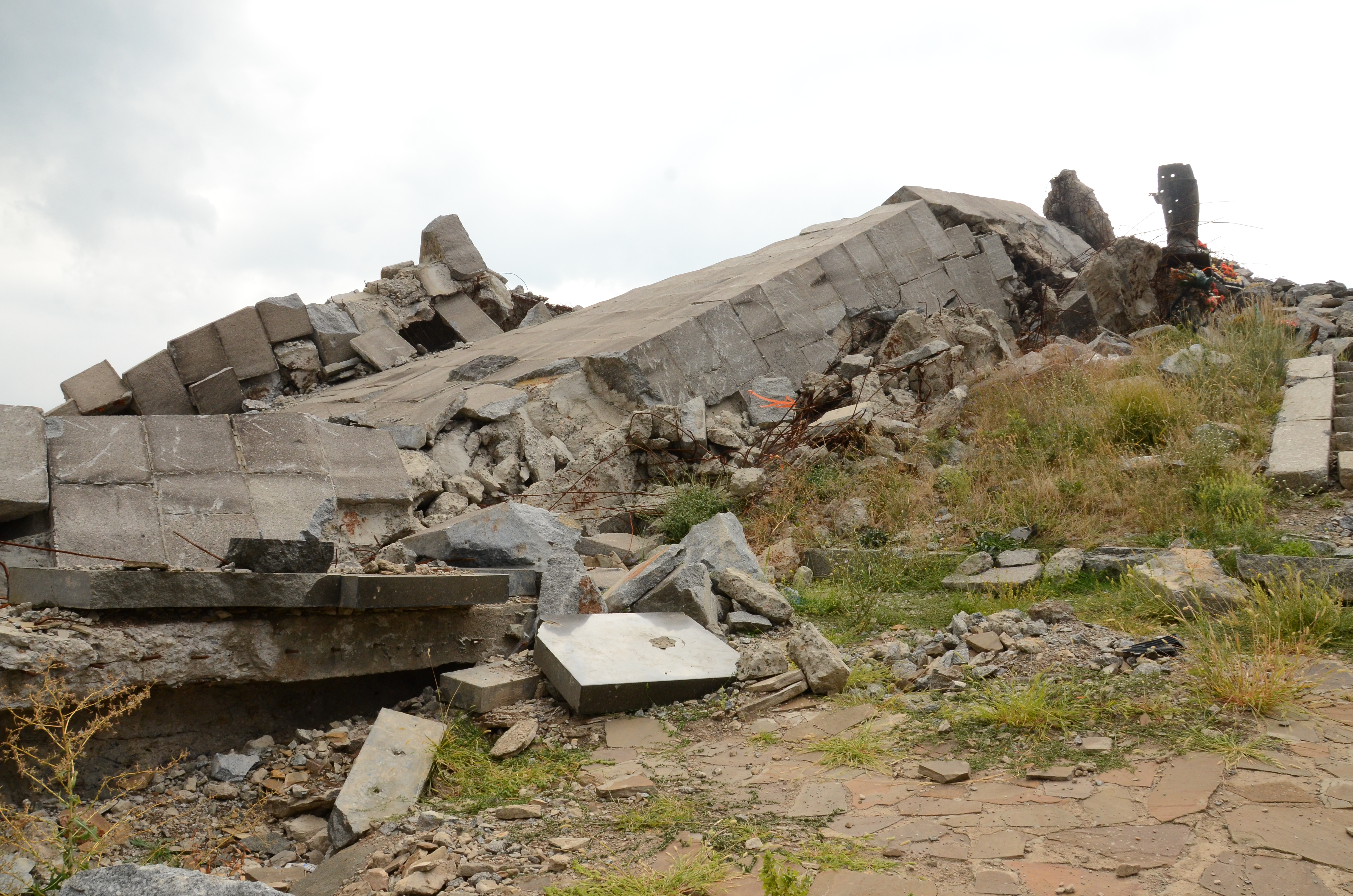
Упавший обелиск. На заднем плане виден сапог, оставшийся от монумента солдату. 18 августа 2015 года
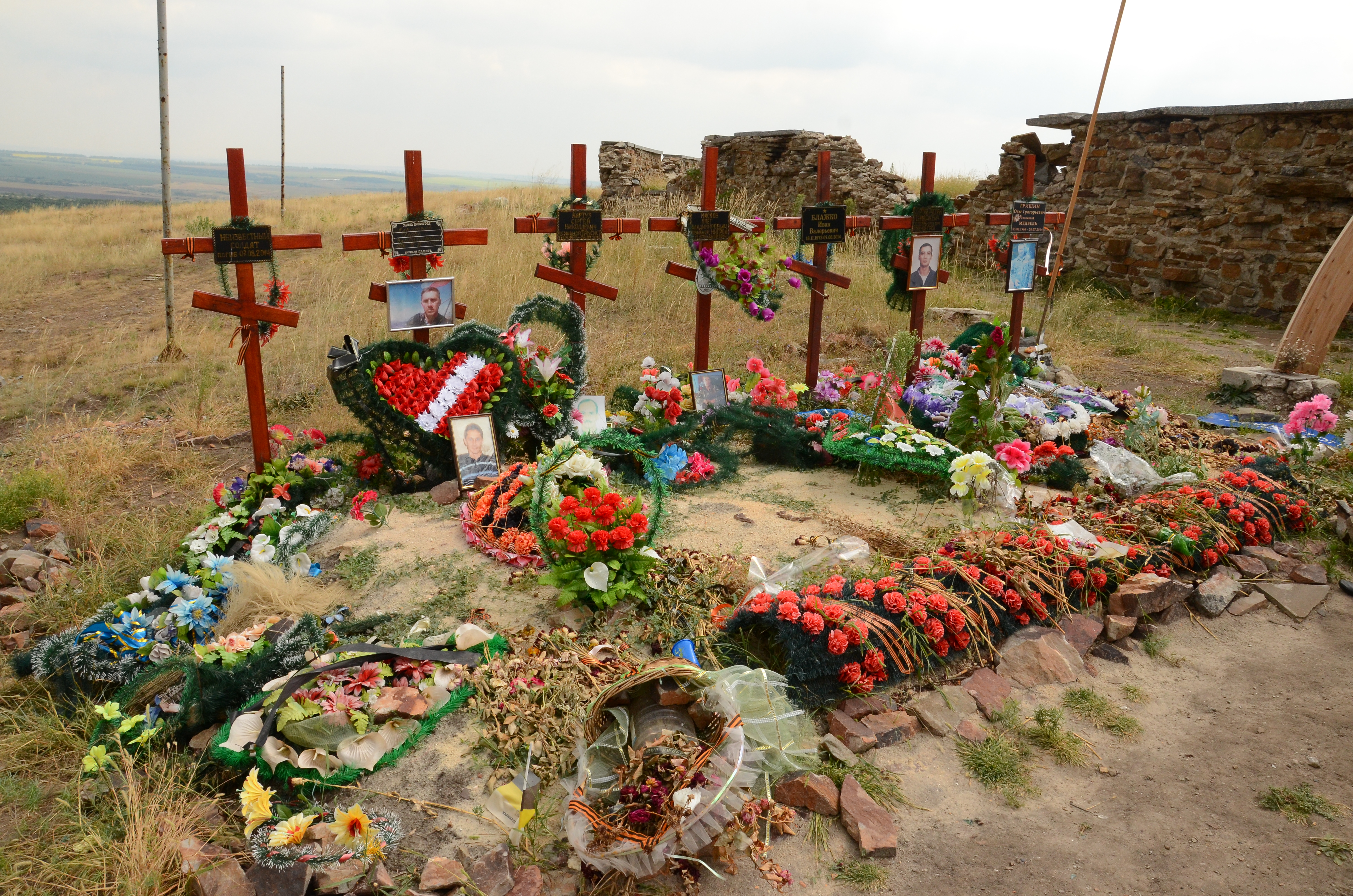
Могилы Олега Гришина и его подразделения на кургане. 18 августа 2015 года
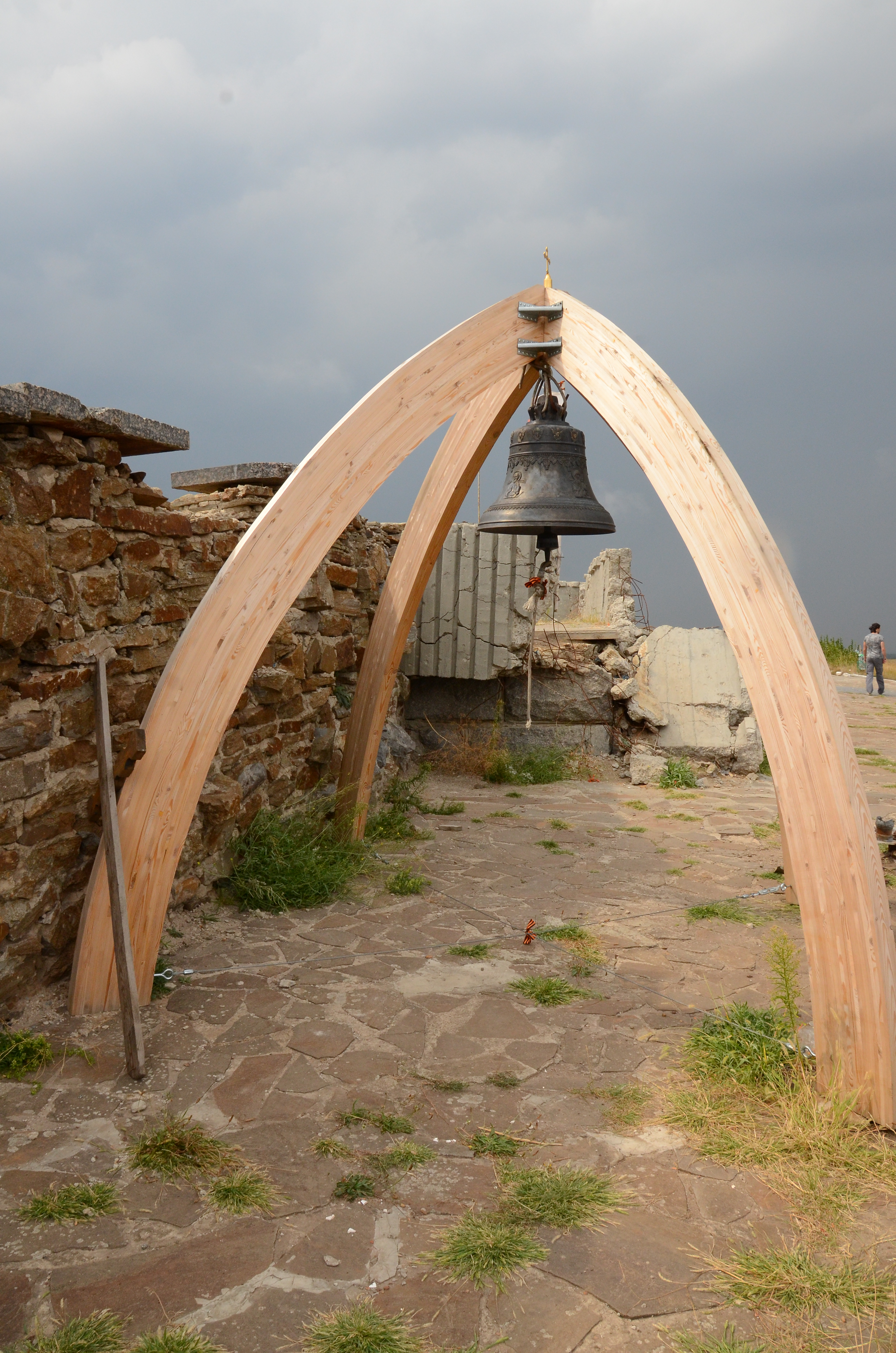
Колокол памяти. 18 августа 2015 года
- Награждение участников боёв за Саур-Могилу. 6 мая 2015 года

## Реконструкция мемориального комплекса

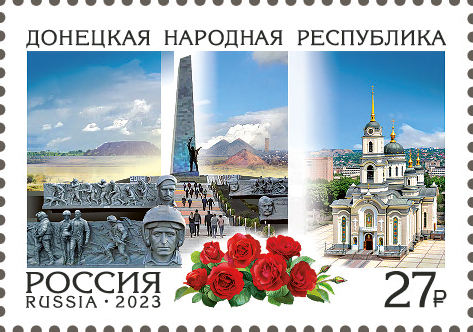
Саур-Могила на почтовой марке России

Власти ДНР сначала планировали восстановить комплекс, с добавлением площадки по событиям 2014 года. Позднее появилась идея оставить всё как есть и лишь облагородить площадку разрушенного мемориала в память о войне в Донбассе.
6 апреля 2015 года, в годовщину основания ДНР, на кургане Саур-Могила был установлен колокол и размечена территория для возведения часовни, которая увековечит память погибших при защите высоты в 2014 году.
5 мая 2016 года в министерстве строительства и ЖКХ ДНР заявили, что в мае планируется начать восстановление мемориального комплекса на Саур-Могиле. Восстановление будет проходить в несколько этапов. По данным министерства строительства и ЖКХ ДНР, первым этапом будет строительство часовни со звонницей и благоустройство прилегающей территории.
Осенью, в середине ноября 2016 года началось строительство часовни в память погибших в боях за Саур-Могилу в 2014 году.
8 сентября 2022 года состоялось торжественное открытие комплекса после восстановления. Его выполнило Российское военно-историческое общество (РВИО) и Министерство обороны РФ за 90 дней. Следы от обстрелов 2014 года на памятнике и фигурах солдат не убирали. Добавили три новых пилона, на которых изображены герои ДНР, участники событий 2014 года — Воха, Гиви, Моторола и Корса.

## Саур-Могила в фольклоре и литературе

### Фольклор
Существует несколько легенд, объясняющих название «Саур-Могила».
По одной легенде, среди дозорных сторожевого казацкого поста на вершине кургана был молодой казак Саур (Сава, Савка). Дозорные поздно заметили татарскую конницу и не смогли вовремя зажечь огонь на вышке, который был сигналом опасности. Окружённые казаки сумели зажечь огонь и отойти, но Саур не смог выбраться и был зарублен татарами. Далее по легенде, земля сама стала расти и казаки, вернувшись утром, нашли тело Саура на выросшем кургане. Они похоронили его здесь и шапками насыпали ещё больший курган.
По другой легенде, Клим Саур был молодым крестьянином, над невестой которого надругался местный пан. Саур стал народным мстителем и собрал людей вокруг себя. Они грабили панов и раздавали награбленное бедным. По этой легенде после смерти Саура люди также насыпали шапками над его могилой высокий курган. С этой легендой связан ещё один топоним — Леонтиевский лес, названный по имени Леонтия, брата Саура.
Саур-Могила встречается в думе «Побег трёх братьев из города Азова, из турецкой неволи» (существует порядка пятидесяти вариантов этой думы). Для героев этой думы Саур-Могила была символом свободы, и они стремились к ней.
Также Саур-Могила встречается в песнях про казаков Супруна и Морозенко (возможный исторический прототип — Нестор Морозенко), которые, попав в плен, просят перед смертью отвести их на вершину кургана.
Донецкий скульптор Павел Павлович Гевеке создал проект памятника для Саур-Могилы по сюжету про Морозенко. Проект памятника представляет собой конную фигуру казака, на которого пытается накинуть аркан татарин. Казак перерубает этот аркан саблей.
Существует мнение, что название «Саур-Могила» в песнях про казаков Супруна и Морозенко и думе «Побег трёх братьев из города Азова, из турецкой неволи» может относиться не к этой местности, а к местности в Полтавской области или быть обобщённым названием высокой местности.
Также есть легенда о разбойнике Саве, который со своей шайкой жил возле Саур-Могилы.

### В литературе
Саур-Могила(курган) упоминается в рассказах Антона Павловича Чехова «В родном углу» и «Счастье»:
Солнце ещё не взошло, но уже были видны все курганы и далекая, похожая на облако, Саур-Могила с остроконечной верхушкой. Если взобраться на эту Могилу, то с неё видна равнина, такая же ровная и безграничная, как небо, видны барские усадьбы, хутора немцев и молокан, деревни, а дальнозоркий калмык увидит даже город и поезда железных дорог. Только отсюда и видно, что на этом свете, кроме молчаливой степи и вековых курганов, есть другая жизнь, которой нет дела до зарытого счастья и овечьих мыслей.

### Памятник истории
В 1936 году Саур-Могила получила статус памятника древности и героического украинского эпоса. Постановлением Кабинета министров Украины от 3 сентября 2009 года ей был присвоен статус памятника культурного наследия национального значения

## Топографические карты
- Лист карты L-37-6 Куйбышево. Масштаб: 1 : 100 000. Состояние местности на 1989 год. Издание 1993 г.